# マイケル・ローリー
マイケル・ローリー（Michael M.Laurie、1932年 - 2002年）は アメリカ合衆国で活躍したランドスケープアーキテクト。カリフォルニア大学名誉教授。スコットランド・ダンディー生まれ。設計の実務経験をつみながら、カリフォルニア大学バークレー校環境計画学部造園学科教授を務め後身の育成に当たった。

## 生涯
- 三人兄弟の末っ子。祖父ジェームズの代から造園業を営む一家に生まれる。1951年にダンディー高校を卒業し、王立の園芸場に2年間務め奉仕の後、1956年に学位を取得するため、レディング大学に入学し、当時の著名な教授H・フランク・クラークの下で造園技術を習得。
- 師のクラークは、大規模計画における専門的な経験を積ませるために、農林委員会への長期的なコンサルタントであったシルヴィア・クローのもとで研究とデザインのアシスタントとしてロンドンに行くことを奨励、原子力発電施設や軍の住宅などの施設と景観との統合に取り組む。
- 1958年から1959年、国立公園の計画組織に関する論文で、リバプール大学シビックデザイン学科に採用され、リーバーヒューム研究員となる。1960年にはロンドンカウンティカウンシルの公園局でデザインアシスタントとして勤務、イギリスでの専門的な経験を積む。
- 広範な規模の計画とエコロジーとの関係を開拓するために知られているイアン・マクハーグの元で勉強することを決意し、アングロ・アメリカ奨学金でペンシルバニア大学に留学。 1962年にランドスケープ・アーキテクチュアの修士学位を取得して修了する。同年、H.リーランド・ヴォーン教授、カリフォルニア大学バークレー校ランドスケープ学科長に、講師として大学教員に採用される。最初年の研究では、教育小学校の設計と理論、ジュニアデザインとデザインの歴史を開始している。
- 1969年に助教授に昇進。1979年には教授に昇進した。1981年から1982年; 1976年から1978年と1991年から1998年：マイケルは3期間のランドスケープの学科長もつとめる。1998年に退職した。
- バークレー校の学部生の幅広い断面に教えるコース「ランドスケープ・アーキテクチャーの概要」に記憶され、力強さとフィールドへの明白なコミットメントで配信する博識な講義は、同じタイトルの本を出版のための基礎となった。
- 有名なスタジオの教授でもあった。ランドスケープアーキテクチャーの教育の中核となるのはデザインスタジオとし、彼の設計は設計意図の明確さと時間の経過とともに変化する、エレガントで弾力性の両方されたフォームのシンプルさを強調した。
- 設計課題は、包括的な業務であり、彼のスタジオプロジェクトでは、ディナーパーティー会場のデザインから地域の公園の設計にまで幅広かった。 スタジオの批評会では、彼は時々学生の推定とソリューションを尋問、悪魔の代弁者の不安な立場を取った。マイケルの態度は彼の先輩教授H.リーランド・ヴォーンにしばしば引用されている「良いデザインを、明晰な思考力をもち、建設的懐疑すべてを自分自身で格言の格言を進めていた彼は自分のアイデアを磨くために学生を駆り立て、精度と信念をもって提示する。」
- 1988年には造園における教育評議会（CELA）から優秀教育賞を受賞。

- ヘンリー・ヴィンセント・ハバードやテオドラ・キンブルが1919年に発行した「ランドスケープデザインの研究序説」は、当時ランドスケープ・アーキテクチャー学界でもよく知られ、教科書によく使用された最初の本であったが、国際的な教育のために使用されるには新しい取って代わる書が必要とし、マイケルは現代の職業の幅広さと変化を伝えるために、新たな本を執筆。この本は、直ちに米国と英国のランドスケープアーキテクチャーの標準的な入門テキストになり、その後、日本語とスペイン語に翻訳された。
- トーマス・チャーチの仕事を伝聞し、彼の本の改訂版では編集に加わる。その他現代の庭、住宅環境、モダンランドスケープ、19世紀における自然と都市計画といった方面でのトピックに関する著述なども多数。ランドスケープアーキテクチャーの主要なジャーナルへの貢献は、モダンな庭、エコロジー、美学、歴史的な保全、論文が含まれているが、彼の文章は、洞察力が優れ、しばしば挑発的だった。
- こうした執筆活動のために、1966年に造園家のアメリカ合衆国協会（ASLA）が彼にブラッドフォードウィリアムズ賞を受賞。1986年には、ASLAのフェローに選出。
- 学科の設立75周年を記念して、デビッド・ストレトフィールド、バークレー校ランドスケープ・アーキテクチャーの75年を出版。
- マイケルは、学科長任期の間に、注目すべき教員とそのサービスのすべてを把握するために苦労したが、部門長として彼自身の3スティントについて、カリキュラム開発におけるリーダーシップを発揮し、大学の講義とクラスの彼らの濃縮のためマクハーグ、ジェフリー・ジェリコー、シルビア・クロウのような著名人を持って来る彼の手段の何も言われなかった。
- 注意深い観察を通して景観の研究を行うため、水彩や白と黒のスケッチ内の特定のシーンを確認し、特に水彩スケッチのために友達と外出を楽しんだ。マイケルの水彩画のスタイルは、効率的ではなく、手を抜かない。彼は水彩画のスケッチを迅速に行われるべき風景の記録だと考え、長年にわたって彼は学生と彼の技術を共有した。
- 1993年に、マイケルはカリフォルニア大学の風景地域のコースを教えながら、彼が行っていた多くの絵画に要した28水彩画のスケッチの展示会を開催し、バークレー校のキャンパス内にウースターホールで行われ、熱心な教員と学生に注目される。

## 著書
- 景観計画（久保貞ほか訳 鹿島出版会 1977）
- Introduction to Landscape Architecture Elsevier Science Ltd (1975) ISBN 978-0444001719.
- Introductory Landscape Architecture Publisher: Prentice Hall; 2nd edition (December 11, 1985) ISBN 978-0135007525.